# Circuito di Biella 1934
Il Circuito di Biella 1934 è stato un Gran Premio di automobilismo della stagione 1934.

## Vetture
Vetture iscritte alla gara.
| Costruttore    | Vettura       | Categoria  | Cilindrata          |
| -------------- | ------------- | ---------- | ------------------- |
| Alfa Romeo     | 6C 1750       | Sport      | 1750cc - 6 cilindri |
| Alfa Romeo     | 8C 2300 Monza | Grand Prix | 2300cc - 8 cilindri |
| Alfa Romeo     | 8C 2600 Monza | Grand Prix | 2600cc - 8 cilindri |
| Alfa Romeo     | P3            | Grand Prix | 2900cc - 8 cilindri |
| Bugatti        | 39A           | Voiturette | 1500cc - 8 cilindri |
| Bugatti        | 51            | Grand Prix | 2300cc - 8 cilindri |
| Maserati       | 4CM           | Voiturette | 1500cc - 4 cilindri |
| Maserati       | 4 CS          | Sport      | 1500cc - 4 cilindri |
| Maserati       | 26            | Voiturette | 1500cc - 8 cilindri |
| Maserati       | 26M           | Grand Prix | 2500cc - 8 cilindri |
| MBP - Maserati |               |            | 2300                |
| Talbot         | 700           | Voiturette | 1500cc - 8 cilindri |

## Qualifiche
Le vetture partecipanti, indifferentemente da categoria e classe di cilindrata, vennero divise in tre gruppi, denominati batterie. Per ogni batteria era prevista una gara di venticinque giri. I primi due piloti al traguardo di ogni gara ed il più veloce tra i terzi potevano partecipare alla gara finale.

### Prima batteria
Risultati della prima batteria.
| Pos | Nº | Pilota              | Scuderia                    | Vettura                  | Giri | Tempo /Ritiro |
| --- | -- | ------------------- | --------------------------- | ------------------------ | ---- | ------------- |
| 1   | 4  | Carlo Felice Trossi | Scuderia Ferrari            | Alfa Romeo P3            | 25   | 40'44"2       |
| 2   | 36 | Giovanni Minozzi    | Scuderia Siena              | Alfa Romeo 8C 2600 Monza | 25   | 41'26"8       |
| 3   | 10 | Clemente Biondetti  | Gruppo Genovese San Giorgio | Maserati T26M            | 25   | 42'09"6       |
| 4   | 28 | Luigi Premoli       | L. Premoli                  | PBM-Maserati             | 23   | + 2 giri      |
| Rit | 34 | Umberto Casareto    | U. Cesareto                 | Maserati T26             | 3    | Incidente     |

Note
Giro veloce: Carlo Felice Trossi
Qualificati per la finale: Carlo Felice Trossi e Giovanni Minozzi

### Seconda batteria
Risultati della seconda batteria.
| Pos | Nº | Pilota             | Scuderia                    | Vettura                  | Giri | Tempo /Ritiro |
| --- | -- | ------------------ | --------------------------- | ------------------------ | ---- | ------------- |
| 1   | 20 | Tazio Nuvolari     | Scuderia Siena              | Alfa Romeo 8C 2300 Monza | 25   | 40'19"0       |
| 2   | 26 | Nino Farina        | Scuderia Subalpina          | Maserati 4CM             | 25   | 40'39"6       |
| 3   | 8  | Renato Balestrero  | Gruppo Genovese San Giorgio | Alfa Romeo 8C 2600 Monza | 25   | 41'26"6       |
| 4   | 2  | Gianfranco Comotti | Scuderia Ferrari            | Alfa Romeo P3            | 25   | 42'02"        |
| 5   | 14 | Luigi Castelbarco  | Scuderia Brianza            | Maserati 4CM             | 24   |               |
| 6   | 32 | Luigi Pages        | L. Pages                    | Alfa Romeo 8C 2300 Monza | 24   |               |

Note
Giro veloce: Tazio Nuvolari.
Qualificati per la finale: Tazio Nuvolari, Nino Farina e Renato Balestrero.

### Terza batteria
Risultati della terza batteria.
| Pos | Nº | Pilota              | Scuderia            | Vettura                  | Giri | Tempo /Ritiro |
| --- | -- | ------------------- | ------------------- | ------------------------ | ---- | ------------- |
| 1   | 6  | Achille Varzi       | Scuderia Ferrari    | Alfa Romeo P3            | 25   | 39'42"0       |
| 2   | 24 | Antonio Brivio      | A. Brivio           | Bugatti Tipo 51          | 25   | 41'25"4       |
| 3   | 30 | Gino Rovere         | Scuderia Subalpina  | Alfa Romeo 8C 2600 Monza | 25   | 42'41"8       |
| 4   | 18 | G. Cornaggia-Medici | G. Cornaggia-Medici | Alfa Romeo 8C 2300 Monza | 25   | 42'44"0       |
| 5   | 16 | Giovanni Lurani     | Conte Lurani        | Maserati 4CS             | 24   |               |
| 6   | 12 | Giuseppe Bianchi    | Scuderia Brianza    | Bugatti T39A             | 23   |               |
| Rit | 42 | Luigi Platé         | L. Platé            | Talbot Darracq 700       | 1    |               |

Note
Giro veloce: Achille Varzi
Qualificati per la finale: Achille Varzi e Antonio Brivio

### Risultati
Piloti classificati per la gara finale.
| Pos | Nº | Pilota              | Scuderia                    | Vettura                  | Giri | Tempo /Ritiro |
| --- | -- | ------------------- | --------------------------- | ------------------------ | ---- | ------------- |
| 1   | 6  | Achille Varzi       | Scuderia Ferrari            | Alfa Romeo P3            | 25   | 39'42"0       |
| 2   | 20 | Tazio Nuvolari      | Scuderia Siena              | Alfa Romeo 8C 2300 Monza | 25   | 40'19"0       |
| 3   | 26 | Nino Farina         | Scuderia Subalpina          | Maserati 4CM             | 25   | 40'39"6       |
| 4   | 4  | Carlo Felice Trossi | Scuderia Ferrari            | Alfa Romeo P3            | 25   | 40'44"2       |
| 5   | 24 | Antonio Brivio      | A. Brivio                   | Bugatti Tipo 51          | 25   | 41'25"4       |
| 6   | 8  | Renato Balestrero   | Gruppo Genovese San Giorgio | Alfa Romeo 8C 2600 Monza | 25   | 41'26"6       |
| 7   | 36 | Giovanni Minozzi    | Scuderia Siena              | Alfa Romeo 8C 2600 Monza | 25   | 41'26"8       |

## Gara

### Griglia di partenza
Posizionamento dei piloti alla partenza della gara.
| Prima fila   | 3 Pos.                               | 2 Pos.                            | 1 Pos.                                 |
| ------------ | ------------------------------------ | --------------------------------- | -------------------------------------- |
|              | Nino Farina Maserati 40'39"6         | Tazio Nuvolari Alfa Romeo 40'19"0 | Achille Varzi Alfa Romeo 39'42"0       |
| Seconda fila | 6 Pos.                               | 5 Pos.                            | 4 Pos.                                 |
|              | Renato Balestrero Alfa Romeo 41'26"6 | Antonio Brivio Bugatti 41'25"4    | Carlo Felice Trossi Alfa Romeo 40'44"2 |
| Terza fila   | 9 Pos.                               | 8 Pos.                            | 7 Pos.                                 |
|              |                                      |                                   | Giovanni Minozzi Alfa Romeo 41'26"8    |

### Risultati
Risultati finali della gara.
| Pos | Nº | Pilota              | Scuderia                    | Vettura                  | Giri | Tempo /Ritiro  |
| --- | -- | ------------------- | --------------------------- | ------------------------ | ---- | -------------- |
| 1   | 4  | Carlo Felice Trossi | Scuderia Ferrari            | Alfa Romeo P3            | 40   | 1h02'57"2      |
| 2   | 6  | Achille Varzi       | Scuderia Ferrari            | Alfa Romeo P3            | 40   | 1h02'57"4      |
| 3   | 26 | Nino Farina         | Scuderia Subalpina          | Maserati 4CM             | 40   | 1h03'44"4      |
| 4   | 24 | Antonio Brivio      | A. Brivio                   | Bugatti Tipo 51          | 40   | 1h04'10"       |
| 5   | 8  | Renato Balestrero   | Gruppo Genovese San Giorgio | Alfa Romeo 8C 2600 Monza | 39   | + 1 giro       |
| Rit | 20 | Tazio Nuvolari      | Scuderia Siena              | Alfa Romeo 8C 2300 Monza | 25   | Ammortizzatori |
| Rit | 36 | Giovanni Minozzi    | Scuderia Siena              | Alfa Romeo 8C 2600 Monza | 18   |                |

Note
Giro veloce: Carlo Felice Trossi
Vincitore categoria Voiturette: Nino Farina

## Premi
Vennero messi in palio premi per un valore complessivo di 50.000 lire. I primi tre piloti giunti al traguardo ricevettero i seguenti importi:
Vincitore: 8.000 lire.
Secondo: 6.000 lire.
Terzo: 4.000 lire.
Gli autori dei giri veloci, il pilota che al ventesimo giro si trovava al comando della corsa e il primo classificato con una vettura entro i due litri di cilindrata ricevettero altri premi in denaro. Vennero elargiti anche premi non in danaro ma in beni materiali.